# 이춘식 (정치인)
이춘식(李春植, 1949년 5월 21일 ~ )은 대한민국의 남성 정치인이다. 현재 국민의힘 실버세대위원장이다.

## 학력
- 포항중앙국민학교 졸업
- 포항중학교 졸업
- 경북대학교 사범대학 부속고등학교 졸업
- 연세대학교 정법대학 행정학 학사

## 경력
- 1990~1993 민주자유당 경리실장
- 1993~1994 민주자유당 청년국장
- 1994 민주자유당 조직국장
- 1995 민주자유당 서울특별시 지부 강동구 갑 지구당위원장
- 1996~1997 신한국당 서울특별시 지부 강동구 갑 지구당위원장
- 신한국당 중앙상무위원회 기획운영위원
- 신한국당 서울특별시 지부 교육위원회 간사
- 2002 제3회 전국동시지방선거 한나라당 이명박 서울특별시장 후보 정치특보
- 2002 민선 3기 이명박 서울특별시장 직무인수위원회 인수위원
- 2002~2003 서울특별시 도시개발공사 감사
- 2003~2005 서울특별시 정무부시장
- 이명박 대통령 당선인 정무보좌역
- 한나라당 국책자문위원
- 2008~2012 제18대 국회의원(비례대표, 한나라당→새누리당, 초선)
  - 제18대 국회 외교통상통일위원회 위원, 보건복지가족위원회 위원
- 한나라당 중앙위원회 의장 권한대행
- 2011~2012 한나라당 제2사무부총장
- 2012 제18대 대통령 선거 새누리당 박근혜 대통령 후보 중앙선거대책위원회 시민사회통합특별본부장
- 2013 2013년 하반기 재보궐선거 경북 포항시 남구·울릉군 새누리당 국회의원 예비후보
- 2023.08~2024.04 국민의힘 실버세대위원회 위원장
- 2024.09~2024.12 국민의힘 실버세대위원회 위원장

## 역대 선거 결과
|  | 23.20% |

|  | 37.9% |

|  | 37.48% |

## 같이 보기
- 서울특별시 부시장
- 대한민국 제18대 국회의원 선거 한나라당 후보 목록#비례대표